# Riposo durante la fuga in Egitto (Gerard David Madrid)
Il Riposo durante la fuga in Egitto è un dipinto del pittore fiammingo Gerard David realizzato circa nel 1515 e conservato al Museo del Prado a Madrid, in Spagna.

## Descrizione
La fuga in Egitto da Erode è un episodio narrato nel Vangelo di Matteo (2,13-18), anche se non menziona il riposo. Questa narrazione è una leggenda che viene dai Vangeli apocrifi. Il resto è un argomento popolare che è stato trattato da pittori di epoche diverse. Gerard David lo dipinse in varie composizioni, forse non realizzate su ordinazione ma destinate al mercato dell'arte. Molte delle immagini difficilmente differiscono in alcuni dettagli. Comune a tutte loro, è che l'autore concentra la rappresentazione della Madonna col Bambino che nutre il Bambino Gesù in una natura in cui la foresta e la profondità del paesaggio servono da sfondo e assumono un valore speciale. Sullo sfondo pone una scena legata al tema principale: a volte il riposo, a volte il viaggio. Prendendo a riferimento il dipinto del Museo del Prado, esso può essere confrontato con altri due dipinti quasi identici, quelli che sono conservati nel Metropolitan Museum of Art di New York e nel Museo reale di belle arti di Aversa. Un'altra versione famosa dello stesso tema, ma con una composizione diversa, è quella della National Gallery of Art di Washington; un'ulteriore versione esposta al Museum Boijmans Van Beuningen di Rotterdam sfrutta lo stesso modello della Vergine per rappresentare un tema diverso. Infine, è presente una versione conservata nel Museo nazionale d'arte antica di Lisbona.

### Il dipinto al Museo del Prado
Il dipinto nel Prado (1515 circa ed entrato nella collezione nel 1916), presenta la Vergine Maria che appare mentre allatta al seno in grembo, seguendo l'immagine tradizionale della Madonna del Latte. Alla sua sinistra, nella foresta, c'è la scena della fuga della Sacra Famiglia. Dietro gli alberi si vede una città sulla riva di un fiume e le colline che si susseguono all'orizzonte. L'accuratezza con cui sono dipinte le piante in primo piano, il cestino del cibo, le foglie di faggio e le castagne, rivelano il gusto per i dettagli della tradizione fiamminga. La metodologia del chiaroscuro con cui viene modellata la figura di Maria, la gradazione dei toni, soprattutto nei blu del vestito e nei verdi con i quali viene data profondità al paesaggio, mostrano la padronanza tecnica raggiunta da Gerard David nel periodo della sua maturità.

### Opere simili
Nel dipinto del Metropolitan (1515 circa), David sostituisce il cestino con un ramo di mele. In quello conservato nel Museo di Anversa (che alcuni autori considerano una copia dovuta ad Adriaen Isenbrant), la scena della fuga tra gli alberi non appare. Al suo posto, Giuseppe viene mostrato a riposo con l'asino sul prato. Il dipinto di Washington (1510 circa) differisce nella sua composizione. La Vergine nutre il Bambino con un grappolo d'uva, uno dei simboli dell'Eucaristia. Nel frattempo, Giuseppe, con un palo batte i rami di un castagno per far cadere i suoi frutti; fra gli alberi, il paesaggio è rappresentato in tonalità bluastre ed è più ampio rispetto ai dipinti di cui sopra. Quella predominanza dei toni blu dei paramenti della Vergine e di Giuseppe e del paesaggio dà una sensazione di tranquillità e armonia alla scena. Il dipinto di Rotterdam (risalente al 1520 circa) mostra la versione iconografica della Madonna in trono per rappresentare soggetti molto vari. In questo caso, il paesaggio che rappresenta l'"hortus conclusus", o giardino chiuso (Cantico dei cantici) e i gigli bianchi, simboleggiano la verginità di Maria. Nel dipinto del Museo nazionale d'arte antica di Lisbona (tra il 1501 e il 1520), la Madonna allatta il bambino come gli altri dipinti, ma con il cesto a sinistra, Giuseppe raccoglie delle bacche su una parete rocciosa e l'asino mangia l'erba.

## Galleria d'immagini

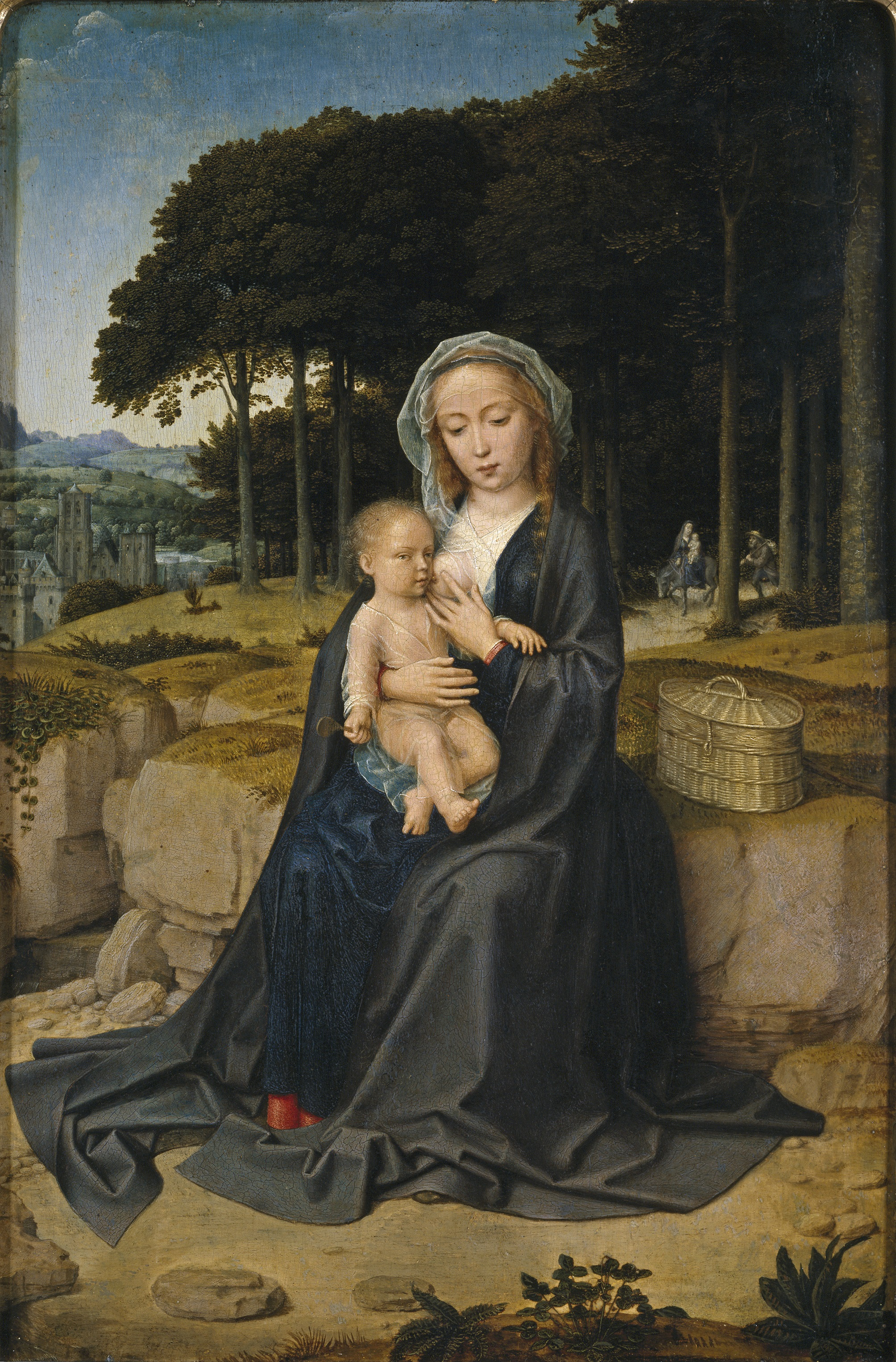
Riposo durante la fuga in Egitto (1515 circa), Gerard David, Museo del Prado, Madrid
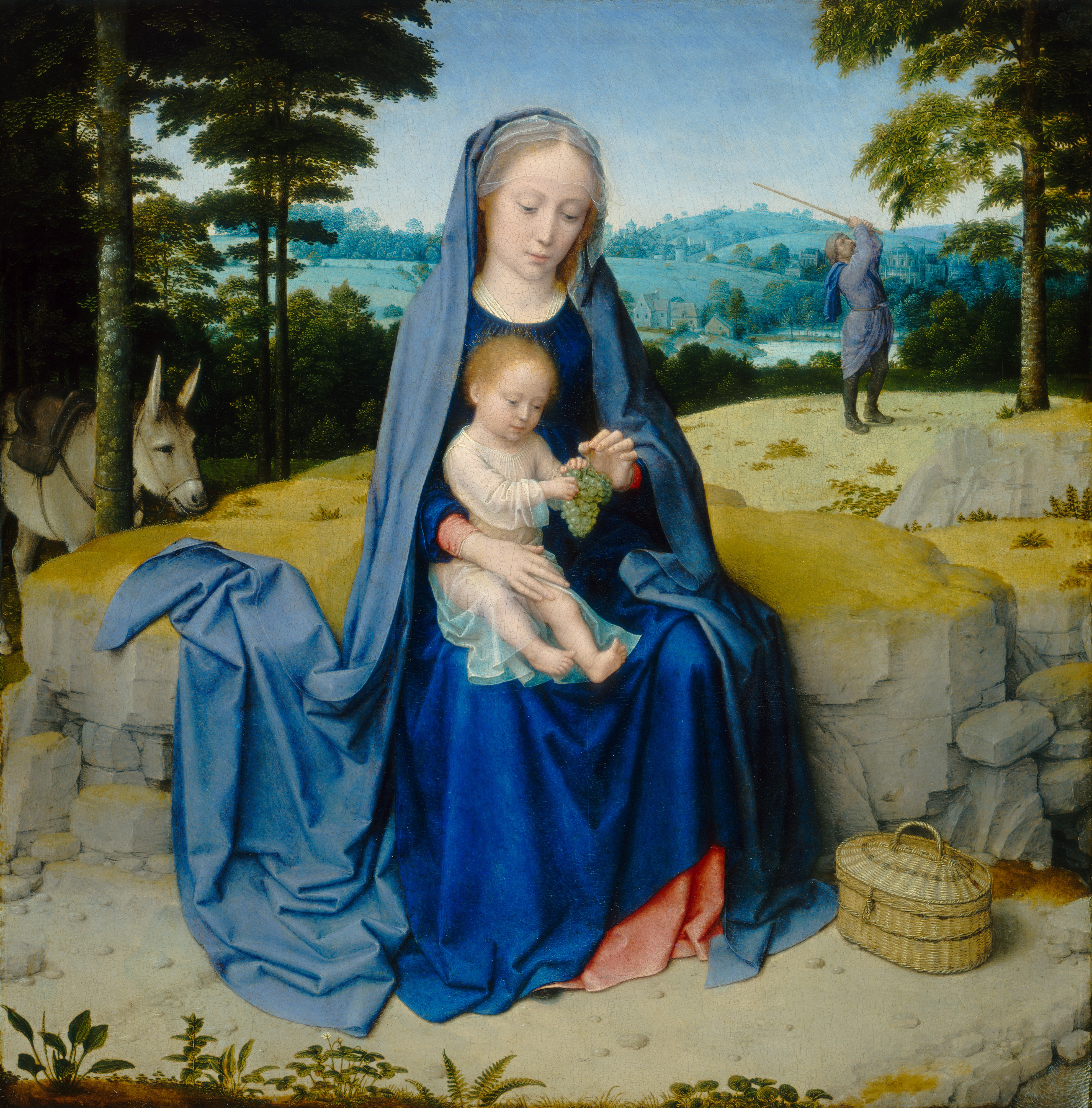
Riposo durante la fuga in Egitto (1505 circa), Gerard David, alla National Gallery of Art di Washington
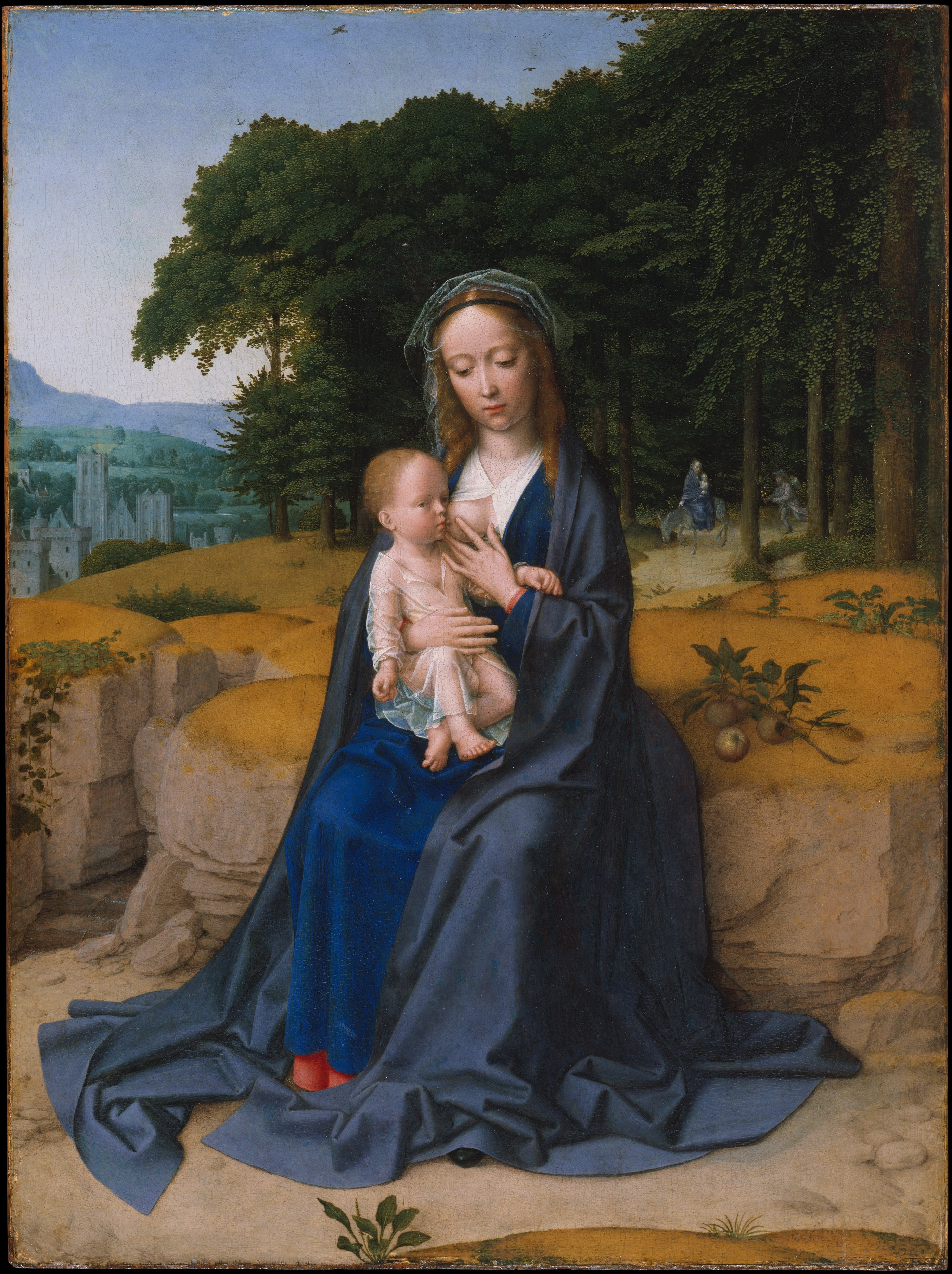
Riposo durante la fuga in Egitto (1512-1515), Gerard David, al Metropolitan Museum of Art di New York
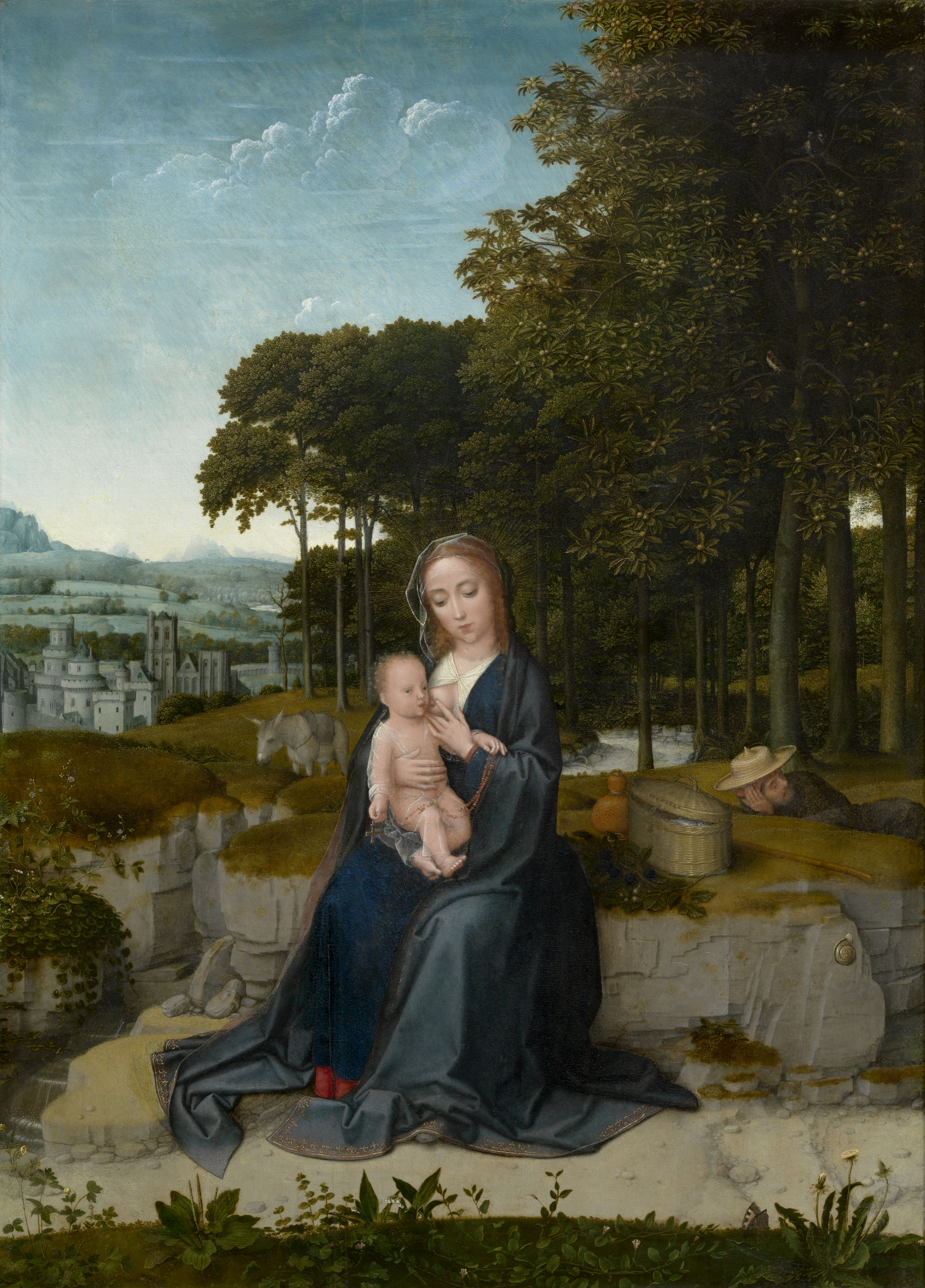
Riposo durante la fuga in Egitto (1515 circa), Gerard David, al Museum of Fine Arts di Anversa
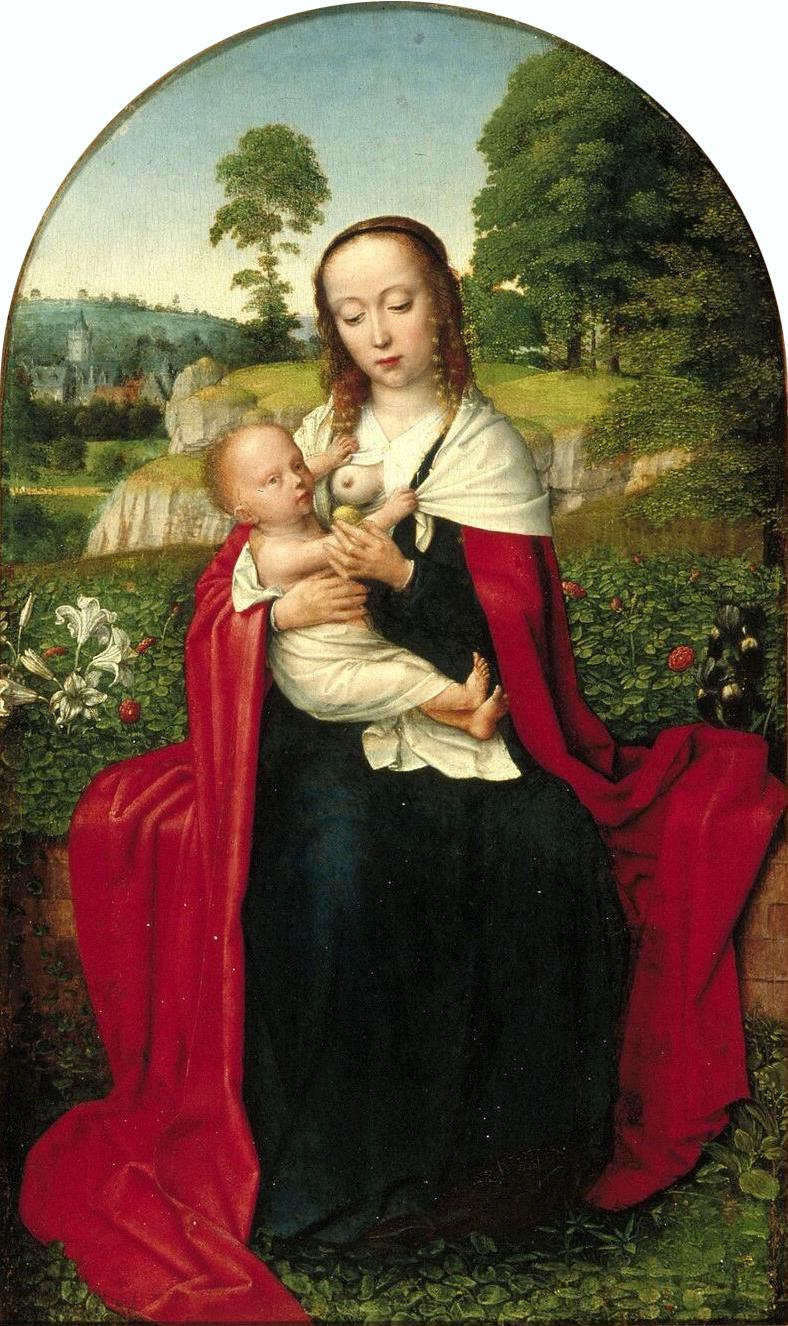
Madonna col Bambino in un paesaggio (1520 circa), Gerard David, Museum Boijmans Van Beuningen di Rotterdam
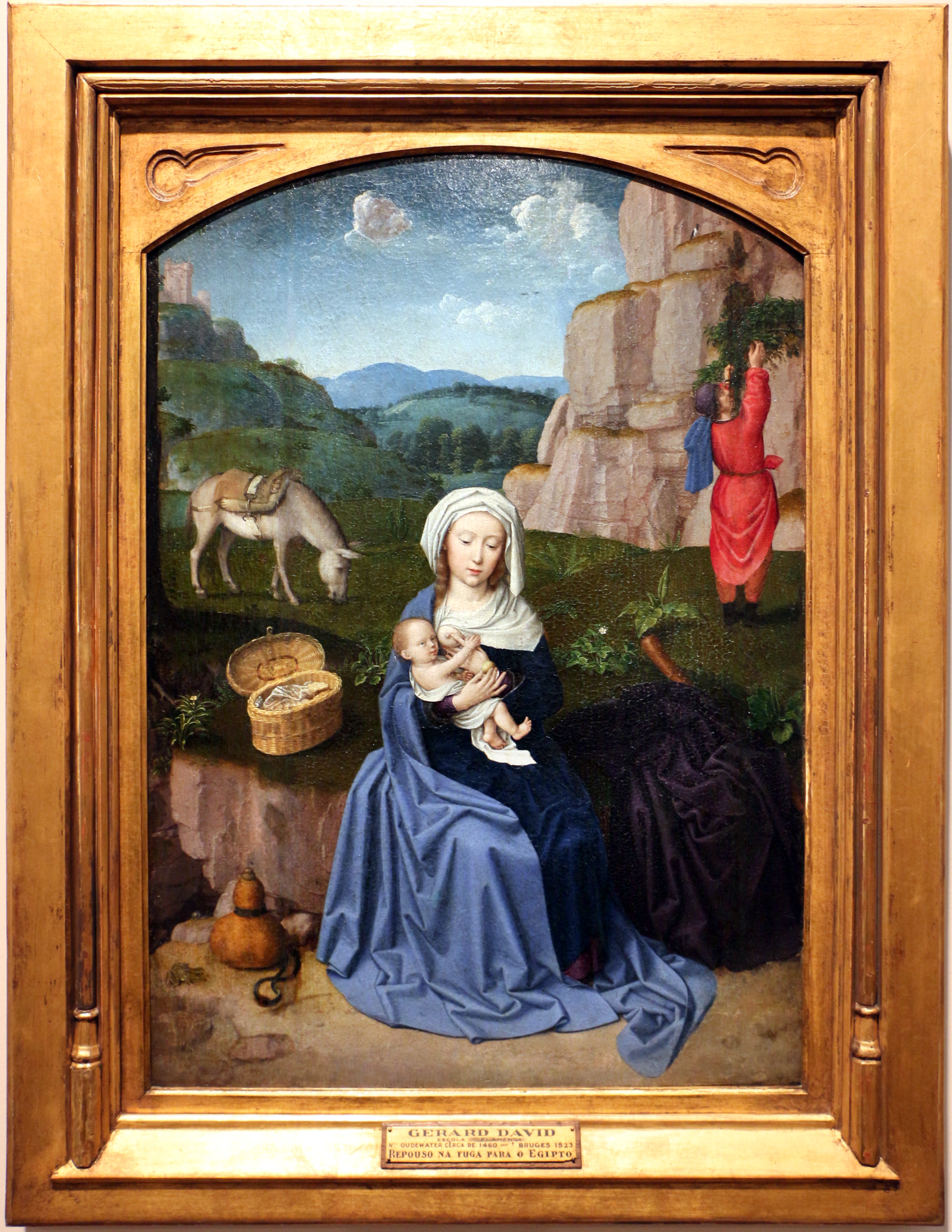
Riposo durante la fuga in Egitto (1501-1520 circa), Gerard David, Museo nazionale d'arte antica a Lisbona